# Lise Egholm
Lise Weber Egholm (født 7. september 1948 på Frederiksberg) er en dansk lærer, foredragsholder, debattør og forfatter, der er tidligere skoleleder ved Rådmandsgade Skole på Nørrebro i København.
Lise Egholm, der er datter af en lærer, voksede op i Rødovre. Hun blev uddannet lærer fra i Blaagaard Seminarium i 1971, og blev derefter ansat på Alsgades Skole (i dag Vesterbro Ny Skole) på Vesterbro og kom senere til Lykkebo Skole. I 1991 kom hun til Hellig Kors Skole (i dag Blågård Skole) på Nørrebro som viceskoleinspektør og blev i 1995 skoleleder på Rådmandsgade Skole.
På Rådmandsgade Skole var der kort efter hendes tiltrædelse 86 procent tosprogede elever, men det blev under hendes ledelse nedbragt til 50 procent i løbet af fem år. Som skoleleder stod hun for en pædagogisk linje, hvor der blev stillet krav til lærere og elever, men også til forældre i skole-hjem-samarbejdet. Hun afskedigede otte lærere, fordi de ikke var gode nok, og sagde til et antal andre lærere, at de skulle tage sig sammen, hvis de ville undgå en fyring. Foruden manglende engagement var der ifølge Lise Egholm for højt sygefravær blandt lærerne. Hun sørgede for at uddanne trivselsvejledere og oprettede integrationskurser for lærerne og pædagogerne for at hæve elevernes trivsel.
Siden sin pensionering i 2013 har hun været foredragsholder og debattør. Hun er desuden medlem af Kommissionen for den glemte kvindekamp og af Undervisningsministeriets referencegruppe for Undersøgelse af læreres mulighed for og erfaringer med at håndtere emner, der kan opleves som kontroversielle, herunder omfanget af og årsager til, at disse emner udelades fra undervisningen.
Hun modtog i 2007 Venstres frihedspris og i 2011 prisen "Årets leder" fra Ledernes Hovedorganisation.